# شوتو اونو
شوتو اونو (ژاپنی: 大野 秀和؛ زادهٔ ۲۳ فوریهٔ ۲۰۰۱) یک بازیکن فوتبال اهل ژاپن است.
از باشگاه‌هایی که در آن بازی کرده‌است می‌توان به باشگاه فوتبال کاماتامار سان‌اوکی اشاره کرد.